# (22278) Protitch
(22278) Protitch ist ein Asteroid des Hauptgürtels, der am 2. September 1983 vom belgischen Astronomen Henri Debehogne am La-Silla-Observatorium (IAU-Code 809) der Europäischen Südsternwarte in Chile entdeckt wurde.
Der Asteroid wurde am 30. Dezember 2001 nach dem jugoslawischen Astronomen und dreimaligen Direktor der Belgrader Sternwarte Milorad B. Protić (1911–2001) benannt, der durch seine Arbeiten auf den Gebieten der Himmelsmechanik und der Grundlagen der Astronomie bekannt wurde.